# Comuna Ciobanu, Constanța
Ciobanu este o comună în județul Constanța, Dobrogea, România, formată din satele Ciobanu (reședința) și Miorița.

## Demografie
Componența etnică a comunei Ciobanu
     Români (94,57%)
     Alte etnii (0%)
     Necunoscută (5,43%)
Componența confesională a comunei Ciobanu
     Ortodocși (93,75%)
     Alte religii (0,53%)
     Necunoscută (5,72%)
Conform recensământului efectuat în 2021, populația comunei Ciobanu se ridică la 3.409 locuitori, în creștere față de recensământul anterior din 2011, când fuseseră înregistrați 3.223 de locuitori. Majoritatea locuitorilor sunt români (94,57%), iar pentru 5,43% nu se cunoaște apartenența etnică. Din punct de vedere confesional, majoritatea locuitorilor sunt ortodocși (93,75%), iar pentru 5,72% nu se cunoaște apartenența confesională.

## Politică și administrație
Comuna Ciobanu este administrată de un primar și un consiliu local compus din 13 consilieri. Primarul, Tudorel Gurgu[*], de la Partidul Social Democrat, este în funcție din 2012. Începând cu alegerile locale din 2024, consiliul local are următoarea componență pe partide politice:
|  | Partid                          | Consilieri | Componența Consiliului | Componența Consiliului | Componența Consiliului | Componența Consiliului | Componența Consiliului | Componența Consiliului | Componența Consiliului | Componența Consiliului |
|  | ------------------------------- | ---------- | ---------------------- | ---------------------- | ---------------------- | ---------------------- | ---------------------- | ---------------------- | ---------------------- | ---------------------- |
|  | Partidul Social Democrat        | 8          |                        |                        |                        |                        |                        |                        |                        |                        |
|  | Partidul Național Liberal       | 4          |                        |                        |                        |                        |                        |                        |                        |                        |
|  | Alianța pentru Unirea Românilor | 1          |                        |                        |                        |                        |                        |                        |                        |                        |